# Diaspora sri-lankaise en France
La diaspora sri-lankaise en France, principalement tamoule et originaire de la péninsule de Jaffna ou de l'Est de l'île, compte, au tournant des années 2010, environ 150 000 personnes, principalement en Île-de-France, à Marseille, à Lille et à Lyon.

## Origine
Elle se constitue dans les années 1970 et surtout la décennie suivante, lors de la guerre civile opposant le gouvernement cinghalais au mouvement indépendantiste tamoul (Eelam Tamoul). Si le choix des migrants se portait au départ principalement pour la Grande-Bretagne, le durcissement de la politique migratoire en 1971 entraîne la formation d'un premier noyau diasporique à Paris, notamment dans les Xe et XVIIIe arrondissements de Paris, aux environs des quartiers de La Chapelle et de Saint-Vincent-de-Paul. Le nombre de demandes d'asile atteint son paroxysme en 1991, malgré la reconnaissance tardive des autorités françaises à reconnaître la gravité du conflit.

## Culture
La présence tamoule sri lankaise à La Chapelle se remarque par des associations culturelles, comme les écoles de bharata natyam, et des lieux de cultes hindouistes, principale religion de l'immigration tamoule sri-lankaise devant l'islam.

### Filmographie
- Little Jaffna, réalisé par Lawrence Valin en 2025.